# Arte da lingoa de Iapam
Arte da lingoa de Iapam (日本大文典, nihon daibunten) (Arte da Língua do Japão en portugais moderne) est un manuel portugais de grammaire japonaise du début du XVIIe siècle, compilé par João Rodrigues, missionnaire portugais de la Compagnie de Jésus. Il s'agit de la plus ancienne grammaire japonaise complète et une précieuse source d'information sur le japonais médiéval tardif.

## Contexte
L’œuvre des missionnaires chrétiens au Japon commence dans les années 1540. Afin de mieux communiquer, les missionnaires étrangers essaient d'apprendre le japonais. Ils créent des dictionnaires tels que le Nippo Jisho et des grammaires. Les premières grammaires semblent avoir été composées dans les années 1580 mais ne nous sont pas parvenues.
Arte da Lingoa de Iapam est la plus ancienne grammaire japonaise complète encore existante. Rodrigues la fait publier à Nagasaki sur une période de cinq ans, entre 1604 et 1608. Il n'en existe que deux copies connues : une à la bibliothèque bodléienne de l'Université d'Oxford et l'autre dans la collection de la famille Crawford,.
En 1620, après avoir été transféré à Macao, Rodrigues compile une version plus courte et simplifiée de sa grammaire, intitulée Arte breue da lingoa Iapoa (日本小文典, nihon shōbunten).

## Contenu
L'ouvrage comprend trois volumes :
- Le premier volume est un aperçu de la grammaire japonaise fondamentale. Il traite des déclinaisons des noms et pronoms japonais en tenant compte des cas grammaticaux, des conjugaisons verbales en fonction des modes et des temps, catégorise la langue en dix parties de discours, discute de la dénomination d'une personne en japonais comme de la  romanisation de l'orthographe[1],[2].
- Le deuxième volume expose la syntaxe, rhétorique, des dialectes et de la prononciation du japonais, des accents et de la poésie japonaise[1],[2].
- Le troisième volume explique la façon de lire les kanji, les documents, les noms personnels et comment compter les années et le temps[1],[2].

## Éditions
- Arte da lingoa de Iapam (1604)
- Arte da lingo a de ia pam Compostapello (1604)
- Élémens de la grammaire japonaise [abridged from Arte da lingoa de Iapam tr. et collationnés par C. Landresse. [With] (1825)]